# 三角两极虫
三角两极虫（学名：Myxidium triangulum）为两极科两极虫属的动物。分布于俄罗斯以及辽宁等，营寄生生活，寄生在花鲈的膀胱。